# The Adversary (Ihsahn)
The Adversary è il primo album in studio da solista del musicista norvegese Ihsahn (noto come frontman degli Emperor), uscito nel 2006.

## Tracce
1. Invocation – 5:04
2. Called by the Fire – 4:50
3. Citizen – 5:18
4. Homecoming – 4:17
5. Astera Ton Proinon – 5:04
6. Panem et Circenses – 4:49
7. And He Shall Walk in Empty Places – 4:47
8. Will You Love Me Now? – 4:57
9. The Pain Is Still Mine – 10:04

## Formazione
- Ihsahn - voce, chitarre, sintetizzatori, tastiere, basso
- Asgeir Mickelson - batteria
- Garm - voce in Homecoming